# Mollsiepen
Mollsiepen ist ein Ortsteil in der Gemeinde Schalksmühle im Märkischen Kreis im Regierungsbezirk Arnsberg in Nordrhein-Westfalen (Deutschland).

## Lage und Beschreibung
Der Ortsteil befindet sich westlich des Schalksmühler Kernorts auf der Hochfläche zwischen den Tälern der Volme, der Hälver und der Glör. Der Ortsteil bildet mit seinen Nachbarortsteilen Mathagen und Löh heute einen geschlossenen Siedlungsbereich.
Weitere Nachbarorte auf dem Schalksmühler Gemeindegebiet sind neben dem Kernort Am Neuenhaus,  Ober-, Mittel- und Niederreeswinkel, Auf dem Mühlenfeld, Rotthausen, Asenbach und Herbecke. 

## Geschichte
Am 1. Oktober 1912 wurde der noch unbebaute Bereich um den Ort aus der Gemeinde Halver ausgegliedert und der neu gegründeten Gemeinde Schalksmühle zugewiesen.
Mollsiepen entstand als Mehrfamilienhaussiedlung „auf der grünen Wiese“ in den 1960er Jahren als zweites großes Neubaugebiet Schalksmühles nach Mathagen, das im Jahrzehnt zuvor auf der anderen Seite der Straße vom Kernort nach Rotthausen erschlossen wurde.